# Alexander Meinardus

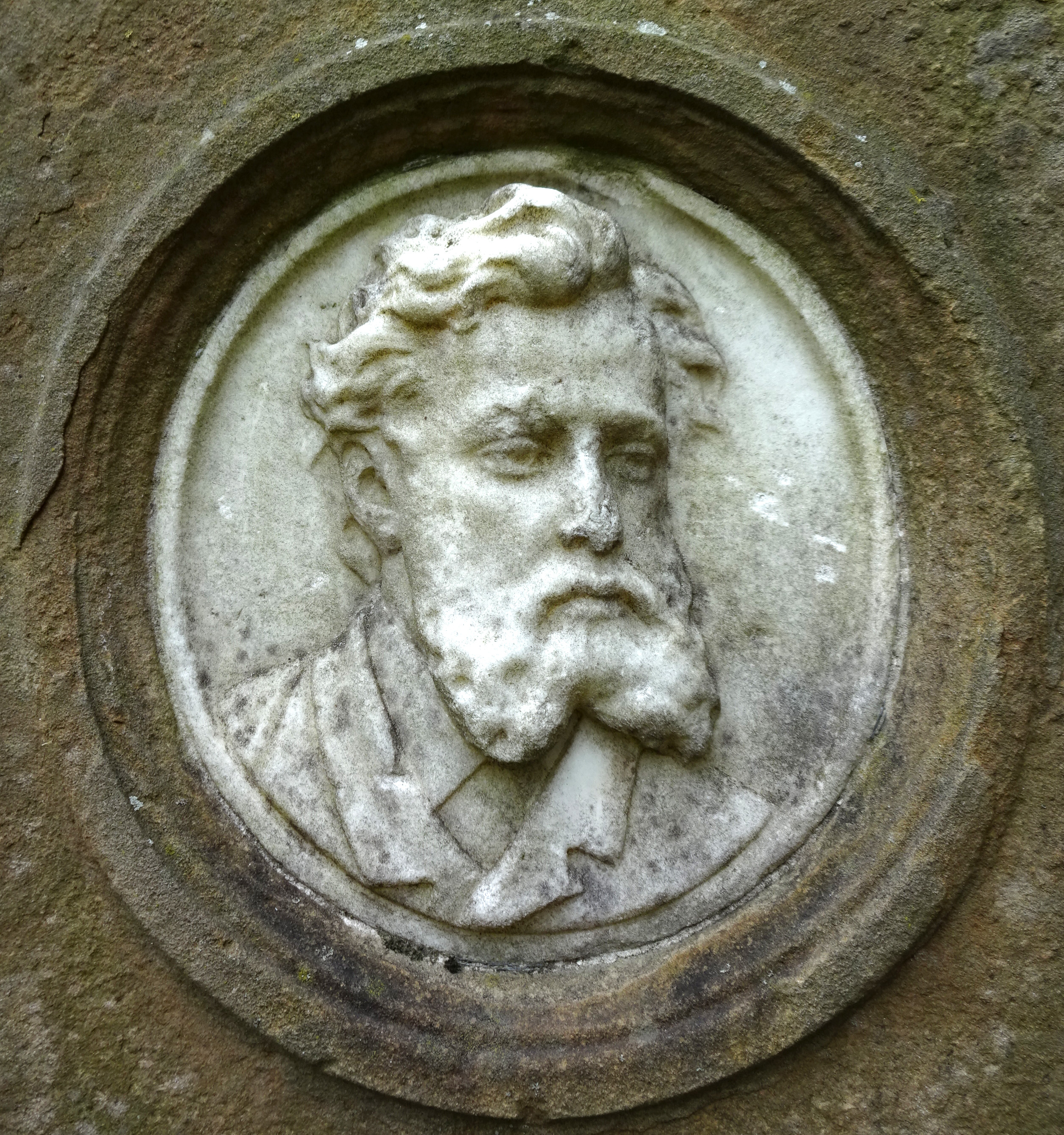
Alexander Meinardus, Porträtmedaillon auf dessen Grabmal auf dem Golzheimer Friedhof

Diedrich Alexander Meinardus (* 23. Juli 1843 in Düsseldorf; † 23. Juni 1891 ebenda) war ein deutscher Bildhauer.

## Leben
Meinardus war ein Sohn des Düsseldorfer Bildhauers Dietrich Meinardus. In den Jahren 1859 und 1860 besuchte er die Kunstakademie Düsseldorf. Als angehenden Bildhauer unterrichteten ihn dort Josef Wintergerst, Andreas Müller und Ludwig Heitland in der Elementarklasse (Freihandzeichnen) sowie Heinrich Mücke in Anatomie und Proportionen.
Nach dem Tod seines Vaters übernahm Meinardus dessen Steinmetzbetrieb.